# Ganyi Muratbajev Stadion
A Ganyi Muratbajev Stadion (kazah betűkkel Стадион Ғани Мұратбаев, orosz betűkkel Стадион имени Гани Муратбаев) különböző sportesemények megrendezésére alkalmas létesítmény Kizilordában, Kazahsztánban.1968-ban épült, 7 300 néző befogadására alkalmas, felülete fűvel borított. Jelenleg a Kajszar Kizilorda labdarúgócsapata rendezi itt hazai mérkőzéseit.
Az ülőhelyekkel felszerelt lelátó a pálya oldalvonalának két oldalán helyezkedik el, fedetlen, eredményjelzővel ellátott.
Nevét Ganyi Muratbajevről (1902–1925) kapta, aki alapító tagja volt az Ifjúsági Kommunista Szövetségnek a Kazah SZSZK-ban.

## Külső hivatkozások
- worldstadiums.com Archiválva 2006. március 16-i dátummal a Wayback Machine-ben (angolul)
- Összeállítás a kazah labdarúgócsapatokról (kazah nyelven)